# Il racconto del giardiniere capo
Il racconto del giardiniere capo (in russo Рассказ старшего садовинка?, Rasskaz staršego sadovinka) è un racconto di Anton Čechov pubblicato per la prima volta nel 1894.

## Trama
È sorta una vivace discussione, fra alcuni amici, sulla necessità di pene severe per i reati più gravi. Lo svedese Michail Karlovič, giardiniere capo nella serra dei conti russi N..., narra loro una storia che ha ascoltato dalla nonna paterna.
In una città svedese viveva un anziano medico di nome Thomson o Wilson. Il medico, sebbene scorbutico e taciturno, aveva notevoli capacità professionali e umane: dedicava la sua vita allo studio e alla cura degli ammalati, senza risparmiarsi, e godeva meritatamente di stima, rispetto e affetto universali. Un giorno venne trovato morto in fondo a un burrone, col cranio spaccato. In un primo tempo gli inquirenti conclusero che, nonostante qualche indizio facesse pensare a un omicidio, il medico era morto per esser caduto accidentalmente nel burrone, essendo impossibile che qualcuno avesse voluto uccidere un uomo simile. E tutta la città fu di questo parere. Qualche tempo dopo si scoprì per caso l'assassino; le prove a suo carico erano numerose ed evidenti, fu processato e condannato a morte. Il presidente che doveva leggere la sentenza rifiutò tuttavia di pronunciarla: non riteneva possibile che qualcuno avesse avuto il coraggio di uccidere il dottore amico, perché l'uomo non è capace di cadere così in basso. L'assassino fu rimesso in libertà e nessuno tacciò i giudici di ingiustizia. La nonna del giardiniere diceva che, per una tale fede nell'uomo, Dio perdonò i peccati a tutti gli abitanti della città. Il giardiniere conclude che, sebbene una sentenza di assoluzione possa recar danno, la fede nell'uomo sviluppa dei sentimenti generosi negli uomini e li incita ad amare e a stimare ciascun uomo.

## Storia
Il racconto, creato nel novembre-dicembre 1894, fu pubblicato sul quotidiano Russkie vedomosti (traslitterazione del cirillico Русские ведомости; in lingua italiana: La gazzetta russa) il giorno di Natale del 1894, firmato "Anton Čechov". Fu poi pubblicato in volume dall'editore Marks. Per timore della censura, i redattori del quotidiano russo avevano cancellato la seguente frase, reinserita successivamente nell'edizione in volume delle opere di Čechov pubblicate dall'editore Marks
(Anton Čechov, Rasskaz staršego sadovinka (Il racconto del giardiniere capo))

## Edizioni
- A. Čechov, «in russo Рассказ старшего садовинка?, Rasskaz staršego sadovinka», in russo Русских ведомостях?, Russkie vedomosti numero 356, 25 dicembre 1894, p. 2
- Anton Čechov, Racconti e novelle; a cura di Giuseppe Zamboni; traduzione di Giovanni Faccioli, introduzione di Emilio Cecchi; appendice critica a cura di Maria Bianca Luporini, Coll. I grandi classici stranieri, Firenze: G. C. Sansoni, 1963, Vol. II, pp. 1220-1225
- Čechov, Racconti, Vol. II, 985-990: «Racconto del capogiardiniere»; traduzione di Bruno Osimo, Milano: Mondadori, 1996, ISBN 9788804420224